# سوبرا (سیارا)
سوبرا (به پرتغالی: Sobral) یک شهرداری‌های برزیل و شهرداری و شهر در برزیل است که در سئارا واقع شده‌است. سوبرا ۲٬۱۲۲٫۸۹۸ کیلومتر مربع مساحت و ۲۰۶٬۶۴۴ نفر جمعیت دارد و ۷۰ متر بالاتر از سطح دریا واقع شده‌است.